# 안토노프 An-140

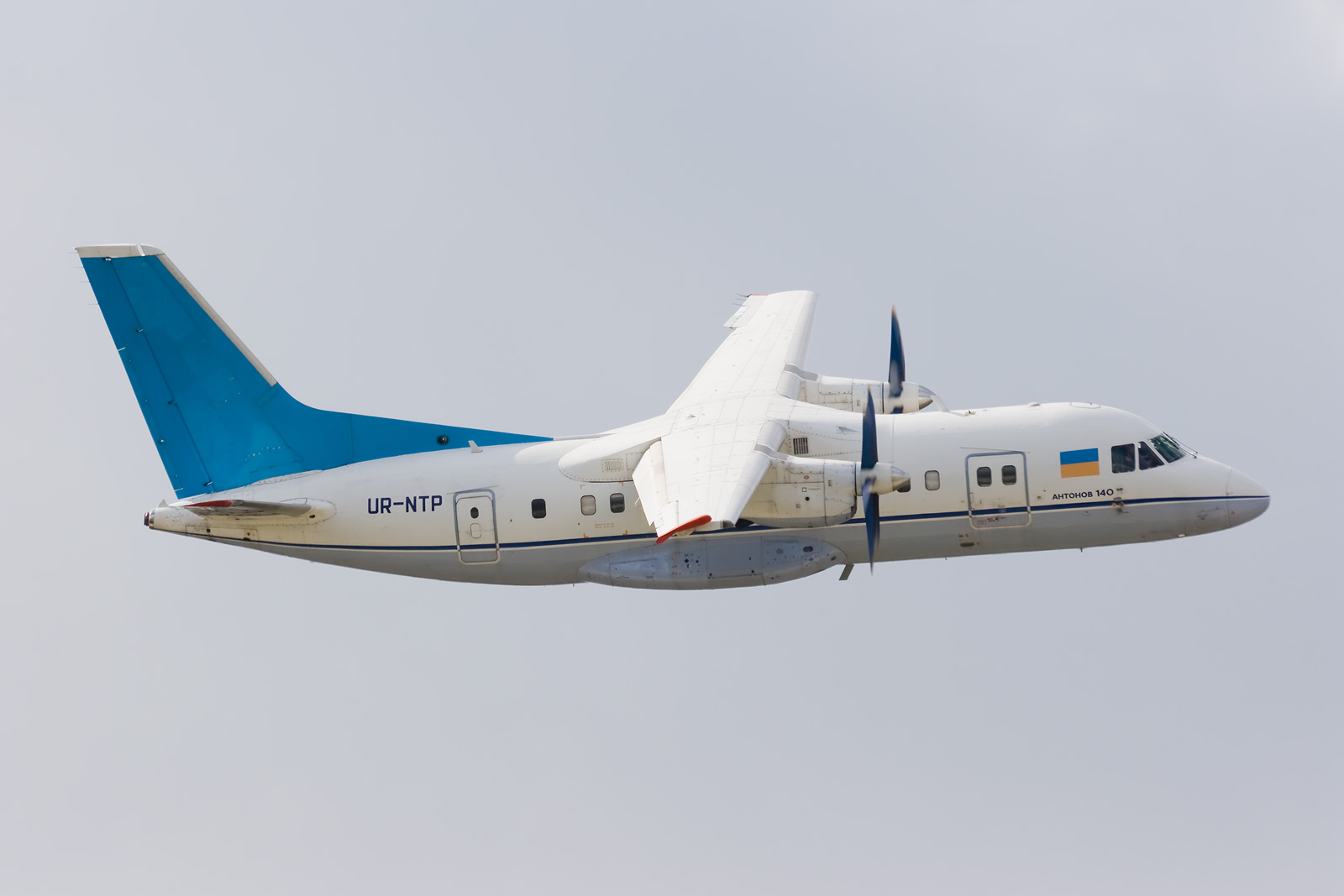
안토노프 An-140

안토노프 An-140은 안토노프 An-24의 후속 항공기로 우크라이나 안토노프 ASTC 국에서 설계한 터보프롭 지역 여객기로 확장된 화물 용량과 준비되지 않은 활주로를 사용할 수 있는 능력을 갖추고 있다.

## 설계 및 개발
1997년 9월 17일 첫 비행을 한 52인승 An-140은 KHDABP가 하르키우의 주요 생산 라인, 아비아코르가 사마라의 주요 생산 라인에서 제조하고 이란의 HESA(Iran Aircraft Manufacturing Industrial Company)에서 라이선스를 받아 IrAn-140으로 조립했다. 카자흐스탄 의회는 카자흐 정부, 우크라이나, 러시아의 3자 협의에서도 논의된 바 있다.
하르키우에서의 생산은 2005년에 종료되었다. 총 11대가 생산되었다.
이스파한에서는 2000년부터 2015년까지 우크라이나와 이란 부품을 사용하여 생산되었다. 이란 측은 안토노프가 부품 납품 의무를 이행하지 않았다고 불만을 토로했다.
같은 이름을 가진 동일한 외관의 비행기도 러시아 사마라의 아비아코르에서 제조되었다. 우크라이나는 더 이상 항공기 생산에서 러시아와 협력하지 않기 때문에 An-140의 아비아코르 버전은 전적으로 러시아 부품으로 제조된다. P&W 캐나다 엔진 옵션은 제공되지 않는다. 아비아코르는 2016년에 마지막 An-140을 생산했으며 2017년에 이를 고객에게 인도했다.

## 사양

### 일반적 특성
- 승무원: 2
- 용량: 52명 / 최대 탑재량 6,000kg(13,228lb)
- 길이: 22.605m(74피트 2인치)
- 날개 폭: 24.505m(80피트 5인치)
- 높이: 8.225m(27피트 0인치)
- 날개 면적: 51m2(550평방피트)
- 공차 중량: 12,810kg(28,241lb)
- 최대 이륙 중량: 19,150kg(42,219lb)
- 최대 무연료 중량: 17,800kg(39,242lb)
- 최대 착륙 중량: 19,100kg(42,108lb)
- 연료 용량: 4,370kg(9,634lb)
- 동력 장치: 2 × Motor-Sich AI-30 시리즈 1 터보프롭 엔진, 각 1,838kW(2,465hp)(면허 제작 Klimov TV3-117VMA-SBM1)
  - 대체 엔진: Hamilton Sundstrand 247F 프로펠러를 구동하는 Pratt & Whitney Canada PW127A 터보프롭 2대
- 프로펠러: 6개의 블레이드 Aerosila SV-14, 직경 3.6m(11ft 10in)의 일정 속도 완전 깃털형 가역 프로펠러

### 성능
- 순항 속도: 최대 7,200~7,500m(23,622~24,606ft)에서 575km/h(357mph, 310kn)
- 경제적인 순항 속도: 7,200~7,500m(23,622~24,606ft)에서 520km/h(320mph, 280kn)
- 범위: Econ에서 6,000kg(13,228lb) 탑재량으로 900km(560mi, 490nmi). 크루즈
  - 52인 탑승 시 2,100km(1,300마일, 1,100nmi)
  - 33명 탑승 시 3,700km(2,300마일, 2,000nmi)
- 서비스 천장: 7,600m(24,900피트)
- 상승 속도: 6.83m/s(1,344ft/min)
- 전력/질량: 0.19194kW/kg(0.11675hp/lb)
- 균형 잡힌 필드 길이: 1,350m(4,429피트)

## 같이 보기
- 드 해빌랜드 캐나다 대쉬 8
- ATR 42
- 도르니에 328
- 포커 50
- 일류신 Il-114
- 사브 340